# ARM9
Az ARM9 egy ARM architektúrájú 32 bites RISC CPU család. Ezzel a kialakítás-típussal az ARM elmozdult a Neumann-architektúrától a Harvard-architektúra felé, amelyben külön buszok (sínek) és gyorsítótárak szolgálnak külön-külön az utasítások és az adatok számára, jelentősen növelve a sebességet. 
Az ilyen magokat magukban foglaló chipek általában a módosított Harvard architektúra kialakítást valósítják meg; a különálló CPU gyorsítótárak és szorosan csatolt memóriák "külső" oldalán egyesítve a két címbuszt. 
Két, különböző architektúrát implementáló alcsaládja van.

## Eltérések az ARM7 magoktól
A nagyobb tranzisztorszám több javítást tett lehetővé az ARM7 magon; ezek közül a fontosabbak:
- Csökkentett hőtermelés és alacsonyabb túlhevülési kockázat.
- Az órajel-frekvenciával kapcsolatos fejlesztések. A háromfokozatúról ötfokozatú utasítás-futószalagra való áttérés önmagában lehetővé tette az órajel kb. megduplázását, ugyanazon gyártási eljáráson belül.
- A végrehajtási ciklusszámmal kapcsolatos fejlesztések. Mérhető, hogy több különböző ARM7 típusú bináris program végrehajtása 30 %-kal kevesebb ciklust igényel az ARM9 magokon. A főbb javítások:
  - A betöltő és kiíró utasítások gyorsultak; több utasítás végrehajtása csak 1 ciklust igényel, ez főleg a módosított Harvard-architektúrának (a sín- és gyorsítótár-versengés megszűnése miatt) és a hosszabb futószalagnak köszönhető.
  - A futószalag-függőségek felfedése lehetővé teszi a fordítókban való optimalizálást a futószalag-fokozatok közötti blokkolások elkerülésére.

Ezen felül néhány ARM9 mag tartalmaz olyan "kiemelt DSP" utasításokat is, mint pl. a szorzás-összeadás (multiply-accumulate), ami lehetővé teszi a DSP algoritmusok hatékonyabb megvalósítását.
A Harvard-architektúrára való váltás következménye a gyorsítótárak elkülönülése; ennek következtében az utasítás-olvasás nem ütközik az adat-olvasással (és viszont). Az ARM9 magokban az adat- és címsínek különválnak – ezt a tényt a chiptervezők különféle módokon ki is használják. Legtöbb esetben a címtér legalább egy részét a Neumann-féle felépítéshez hasonlóan összekapcsolják, ezzel egy olyan memóriaterület keletkezik, amely adatként és utasításként is kezelhető. Ezt általában egy (ARM technológiájú) AHB összekapcsolással érik el, amely egy DRAM és egy NOR flash memóriával használható External Bus Interface (EBI) interfészhez csatlakozik. Az ilyen és hasonló hibrid felépítések már nem nevezhetők tiszta Harvard architektúrájú processzoroknak.

## Magok
| Év   | ARM9 magok |
| ---- | ---------- |
| 1998 | ARM9TDMI   |
| 1998 | ARM940T    |
| 1999 | ARM9E-S    |
| 1999 | ARM966E-S  |
| 2000 | ARM920T    |
| 2000 | ARM922T    |
| 2000 | ARM946E-S  |
| 2001 | ARM9EJ-S   |
| 2001 | ARM926EJ-S |
| 2004 | ARM968E-S  |
| 2006 | ARM996HS   |

Az ARM MPCore többmagos processzorcsalád támogatja az aszimmetrikus (AMP) vagy a szimmetrikus (SMP) többprocesszoros programozási paradigmával készült szoftvereket. AMP fejlesztés esetén az MPCore-on belül minden egyes központi feldolgozó egység független processzornak tekinthető, és mint ilyen, követheti a hagyományos egyprocesszoros fejlesztési stratégiákat.

### ARM9TDMI
Az ARM9TDMI a népszerű ARM7TDMI mag utóda, és szintén az ARMv4T felépítésen alapul. Az ilyen alapú magok egyaránt tartalmazzák a 32 bites ARM valamint a 16 bites Thumb utasításkészletet:
- ARM920T – 16–16 KiB adat- és utasítás-gyorsítótár, egy MMU (memory management unit)
- ARM922T – 8–8 KiB adat- és utasítás-gyorsítótár, egy MMU
- ARM940T – 4–4 KiB adat- és utasítás-gyorsítótár, egy memóriavédelmi egység (Memory Protection Unit, MPU)

### ARM9E-S és ARM9EJ-S
Az ARM9E, és testvére, az ARM9EJ egy általános ARM9TDMI futószalagot tartalmaz; ehhez járul az ARMv5TE architektúra támogatása, amiben bizonyos DSP-szerű utasítások is megtalálhatók. A szorzóegység adatszélességét megduplázták, miáltal a szorzások végrehajtási ideje a felére csökkent. Ezek a processzorok 32 bites, 16 bites és bizonyos esetekben 8 bites utasításkészleteket támogatnak.
Változataik:
- ARM926EJ-S (ez tartalmazza az ARM Jazelle technológiát, ami lehetővé teszi 8 bites Java bájtkód végrehajtását a hardverben) és egy MMU-t
- ARM946
- ARM966
- ARM968

A 2011-es kiadású TI-Nspire CX és a 2019-es CX II grafikus számológépek ARM926EJ-S processzort használnak, 132 és 396 MHz-es órajelen.

## ARM9-alapú processzorok
- Atmel AT91SAM9 sorozat
- Freescale i.MX1x és i.MX2x sorozat
- Samsung S3C24xx sorozat
- STMicroelectronics STR9 sorozat[3]
- Texas Instruments OMAP sorozat

## ARM9-et tartalmazó termékek
- VEX Robotics Robot controller, 802.11 b/g wireless, 200 MHz
- Excito Bubba B1 Server (ARM9 200 MHz)
- Buffalo network-attached storage series Linkstation Pro és KuroBox Pro
- Canon EOS 5D Mark II digital SLR camera[4]
- Chumby
- Conexant 802.11 termékek
- Data Robotics DroboFS, NAS
- D-Link DNS-321 NAS (ARM926EJ-S)
- Fiat Blue&Me
- Freecom Musicpal internet rádió (ARM926EJ)
- GP2X Wiz
- Hanlin eReader
- Sun Service Processor ILOM Java stack-et futtató verziója
- Hewlett-Packard HP 50g @ 75 MHz
- Ingenico i5100 EFTPOS terminálok
- Iomega StorCenter ix2 hálózatra csatlakozó tárolóeszköz (ARM926EJ-S)
- Lacie EtherDisk
- Livescribe Pulse és Echo smartpen-ek
- Logitech Squeezebox (network music player) Radio (ARM926EJ)
- Nintendo DS
- Nintendo DSi
- Nintendo Wii ATI Hollywood grafikus chipje (security coprocessor)
- OYO eBook-olvasó, gyártó: Condor Technology/Medion
- PlayStation Portable – a benne található WLAN chip
- SATEL SATELLAR Digital System rádió modem
- Seagate FreeAgent DockStar STDSD10G-RK (ARM926EJ-S rev 1 (v5l))
- Seagate BlackArmor NAS BlackArmor (ARM926EJ-S rev 1 (v5l))
- Synology's Disk Station (DS-x07+ modellek), Cube Station CS-407, Rack Station RS-407
- Texas Instruments TI-Nspire grafikus számológép 90/150 MHz órajellel
- VTech V.Flash oktatási célú konzolok[5]
- Western Digital My Book sorozatú NAS eszközök
- különböző mobiltelefonok:
  - HTC (pl. HTC Wizard)
  - LG (LG Cookie (KP500) 175 MHz-en)
  - Nokia (like Nokia 5220 XpressMusic, Nokia N-Gage és szinte az összes N-Series okostelefon, 100–330 MHz órajellel)
  - Philips
  - Siemens/BenQ (x65 és újabb sorozatok)
  - Sony Ericsson (K, M és W sorozat, általában 208 MHz órajellel)
  - G-Tide G70 (200 MHz-es TV koprocesszorral)

## Fordítás
Ez a szócikk részben vagy egészben  az   ARM9 című angol Wikipédia-szócikk fordításán alapul.  Az eredeti cikk szerkesztőit annak laptörténete sorolja fel. Ez a jelzés csupán a megfogalmazás eredetét és a szerzői jogokat jelzi, nem szolgál a cikkben szereplő információk forrásmegjelöléseként.